# Hrabia Manteufel
Hrabia Manteufel – fikcyjna postać demoniczna, rodzaj diabła, grasujący w okolicach Miechowa (Małopolska), za czasów Augusta II Mocnego (koniec XVII i pierwsza połowa XVIII w.). 
Według podań Hrabia Manteufel poruszał się czarną karetą, zaprzęgniętą w sześć czarnych koni. Towarzyszyła mu liczna służba, również ubrana na czarno. Sam Hrabia ubierał się w czarny kontusz, opasany jedwabnym pasem (tureckim, w kolorach austriackich, tj. w pręgi czarno-żółte) i w narzucony żupan płomienistej barwy. Budził strach, gdyż jego wizyta wiązała się z porwaniem ludzi do piekła.